# Muralla de Peñafiel
La muralla de Peñafiel, correspondiente al siglo XI, está situada en dicho municipio vallisoletano, Castilla y León (España). Toda la villa estuvo rodeada de murallas que bajaban desde los extremos del castillo, con un perímetro total que abarcaría más de dos kilómetros, y con cinco puertas de acceso. De estas murallas se conservan sólo cuatro cubos y diferentes trozos, principalmente en la margen del Duratón (en la actual Calle de Las Rondas).